# Saugeen Shores
Saugeen Shores är en kommun (town) i Kanada.   Den ligger i provinsen Ontario, i den sydöstra delen av landet, 500 km väster om huvudstaden Ottawa. Saugeen Shores ligger 224 meter över havet och antalet invånare är 12 754.